# Listă de personalități de origine română din Voivodina
Aceasta este o listă de personalități românești din Voivodina. 

## Oameni de știință
- Petrovici, Emil, lingvist
- Flora, Radu, lingvist

## Oameni politici
- Viorel Besu, președintele Alianței Românilor din Voivodina
- Ion Cizmaș, fost parlamentar iugoslav din partea Convenției Voivodina
- Dimitrie Crăciunovici, președinte CNMNR și al Mișcării Democrate a Românilor din Serbia
- Lucian Marina, președinte al Societății de Limba Română din Voivodina
- Ioan Tudoran, președinte Asociația "Victoria", fondator al primului post de radio și televiziune românească din Serbia

## Ofițeri
- Zoltán Dani, colonel în armata sârbă

## Scriitori
- Almăjan, Slavco, poet, prozator
- Barbu, Vasile, poet și jurnalist
- Gătăiantu, Pavel, poet
- Marina, Lucian, publicist, ziarist, editor
- Popovici, Virginia, scriitoare
- Stoiț, Ionel, poet, prozator, umorist
- Roșu, Costa, publicist, președintele SREF
- Ursulescu, Ana Niculina, poetă și ziaristă
- Petru Cârdu, poet, critic literar, ziarist, fondatorul și președintele Comunei Literare Vârșeț(KOV), om mondial de cultură
- Ion Miloș, poet
- Valentin Mic, poet și ziarist
- Vasa Barbu, poet, jurnalist, critic literar redactor responsabil al Editurii Libertatea Panciova

## Preoți
- PS Daniil Partoșanul, episcop ortodox român de Vârșeț
- Preot Emanuil Mojic

## Ziariști
- Bulik, Iota, ziarist, redactor-șef Libertatea
- Ciobanu, Nicu, ziarist, director al Casei de Presă și Editură Libertatea
- Marina, Lucian, ziarist, redactor-șef al revistei Limba română